# Cvetnić Brdo
 Cvetnić Brdo  falu Horvátországban Zágráb megyében. Közigazgatásilag Pokupskóhoz tartozik.

## Fekvése
Zágráb központjától 34 km-re délre, községközpontjától 3 km-re északnyugatra a Pokupskót Velika Goricával összekötő főút mellett fekszik. 

## Története
Cvetnić Brdo a múltban és ma is a község legkisebb lélekszámú települése. Nevét egyik meghatározó birtokos családjáról a Cvetnić családról  kapta. 
A falunak 1857-ben 50, 1910-ben 48 lakosa volt. Trianon előtt Zágráb vármegye Pisarovinai járásához tartozott. 2001-ben a falunak 36 lakosa volt. Az újabb időkben a falu közelében új nemhivatalos telep Jurjević Brdo alakult ki, melyet noha nagyrészt cvetnić brdoi lakosok népesítettek be a szomszédos 
Pokupski Gladovechz tartozik.

## Lakosság
| Lakosság változása | Lakosság változása | Lakosság változása | Lakosság változása | Lakosság változása | Lakosság változása | Lakosság változása | Lakosság változása | Lakosság változása | Lakosság változása | Lakosság változása | Lakosság változása | Lakosság változása | Lakosság változása | Lakosság változása |
| ------------------ | ------------------ | ------------------ | ------------------ | ------------------ | ------------------ | ------------------ | ------------------ | ------------------ | ------------------ | ------------------ | ------------------ | ------------------ | ------------------ | ------------------ |
| 1857               | 1869               | 1880               | 1890               | 1900               | 1910               | 1921               | 1931               | 1948               | 1953               | 1961               | 1971               | 1981               | 1991               | 2001               |
| 50                 | 63                 | 66                 | 53                 | 49                 | 48                 | 34                 | 47                 | 48                 | 48                 | 49                 | 43                 | 38                 | 25                 | 36                 |

## Külső hivatkozások
Pokupsko község hivatalos oldala